# Wasted Youth
Albums de For the Fallen Dreams
Back Burner
(2011)
Wasted Youth est le quatrième album studio du groupe de metalcore For the Fallen Dreams. Cet album marque la continuité de l'orientation musicale du précédent album.
Cet album est le premier dans lequel Brandon Stastny joue en tant que bassiste dans le groupe, le premier et le dernier où Dylan Shippey joue en tant que batteur, et le dernier album où Dylan Richter, le chanteur, et Kalan Blehm, le guitariste, participent à la composition. Le batteur, le guitariste et le chanteur quittèrent le groupe en 2012/2013.

## Liste des pistes
1. Hollow - 3:59
2. Resolvent Feelings - 3:37
3. Please Don't Hurt - 4:29
4. Until It Runs Out - 3:12
5. Sober - 3:28
6. Living a Lie - 3:26
7. Always About You - 3:42
8. Moving Forward - 3:21
9. Your Funeral - 3:09
10. When Push Comes to Shove - 3:19
11. No One to Blame - 2:58
12. Waking Up Alone - 2:03
13. Pretending 2:52

## Personnel
For the Fallen Dreams
- Dylan Richter - Chant
- Jim Hocking - Guitare principale, rythmique
- Kalan Blehm - Guitare rythmique, lead
- Brandon Stastny - Basse
- Dylan Shippey - Batterie

Production
- Produit et mixé par Tom Denney
- Mastering par Alan Douches
- Management par Ryan Nelson
- Booking par Matt Andersen et Nanouk Meijere
- Photographie et booklet par Dylan Richter